# Александровский радиозавод
Александровский радиозавод — советское предприятие по производству радиотехники.

## История
Основан в 1928 году в Москве как завод «Промсвязь».
2 сентября 1932 года коллегия Наркомсвязи СССР приняла решение о переводе завода в город Александров Владимирской области. Эта дата считается днем рождения завода. Завод был включён в число ударных строек и в середине декабря 1933 года вошёл в строй как Александровский радиозавод № 3.
Первой продукцией стали радиостанции КЭН-0,05 для рыболовецких судов, связистов сибирских и закавказских автомобильных дорог, железнодорожников. В 1936 году заводу поставлена задача начать массовый выпуск бытовой радиоаппаратуры, в частности радиоприёмников. В начале 1936 года на завод была передана документация с ИРПА для выпуска радиоприёмника СВД, с середины 1936 года уже начался его выпуск, а к ноябрю была готова документация на выпуск лицензионного (фирмы RCA — США) радиоприёмника «СВД-1», не уступавшего по своим техническим параметрам мировым стандартам. Тысячи радиоприёмников различной модификации — «СВД-1», «СВД-9», «СВД-М» и других, а также радиол сошли с конвейера завода в конце 1930-х годов.
В начале 1939 года на радиозаводе изготовили опытную партию абонентских чёрно-белых телевизоров АТП-1 (Абонентский телеприёмник), качество которых было выше зарубежных телевизоров компании RCA.
В конце 1941 года завод был эвакуирован в Казахстан. 20 ноября в Петропавловск прибыл первый эшелон с оборудованием и людьми, 6 декабря 1941 года — второй, 7 января 1942 года — третий эшелон. 6 января 1942 года Наркомат электропромышленности издал приказ о создании в г. Петропавловске на базе эвакуированного завода № 3 «Государственного союзного завода № 641». Директором назначен Никифоров А. П., директор завода № 3.
После разгрома нацистских войск под Москвой завод восстановили. В годы войны на заводе выпускались приемно-передающие радиостанции РБ-«Пилот», радиоприемники ВПС-39 «Вираж», радиопеленгаторы «Штопор».
С 1947 года на Александровском радиозаводе начинается подготовка производства первого отечественного массового электронного телевизора «КВН», выпуск которого начался с 1949 года под маркой КВН-49.
В 1947 году завод разрабатывает и налаживает производство радиоприемника «Рекорд-47», в 1948-м — массового дешёвого радиоприёмника АРЗ-49, в 1950-м — «Искра».
12 ноября 1956 года приказом МРТП СССР № 312, поступившим во исполнение Постановления Совмина СССР и ЦК КПСС от 19.10.1956 г. № 1430—713, на радиозаводе было создано собственное конструкторское бюро. СКБ осуществлял разработки, внедрение и сопровождение продукции на Александровском радиозаводе в интересах девяти управлений министерства обороны, штаба гражданской обороны, министерства внутренних дел, других министерств и ведомств СССР. К ней относятся изделия спецтехники, радиоэлектронные средства дистанционного управления различными устройствами, системы оповещения без отбора радиоканала, видеомониторы различного применения, телевизионные приемники и другая продукция.

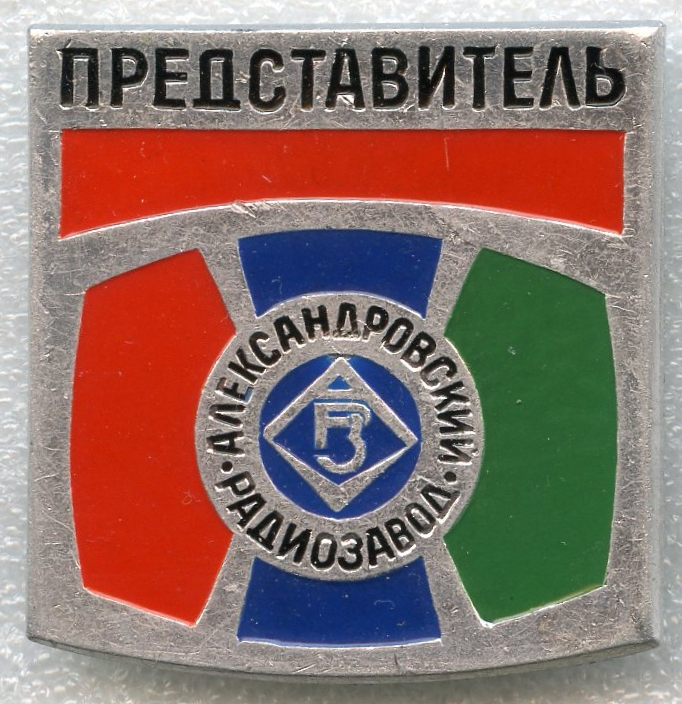
Представитель Александровского радиозавода, значок 1980-х годов

В начале 1957 года радиозавод разрабатывает и начинает выпуск чёрно-белых телевизоров под ставшей позже широко известной маркой «Рекорд». Чёрно-белые и цветные телевизоры под маркой «Рекорд» завод выпускал с 1957 года до середины 1990-х.
С начала 1962 года Александровский радиозавод был засекречен и получает наименование п/я М-5985. Затем (здесь и далее годы не установлены) радиозавод опять называется «Александровский радиозавод», позднее - ПО «Рекорд», затем - АООТ «Александровский радиозавод», несколько позже - ОАО «Александровский радиозавод».
В 1994 году производство телевизоров было резко сокращено из-за большой инфляции в стране, а в 1996-м полностью прекращено. В 1996 году с помощью АРЗ образовано новое предприятие — ЗАО «Стандарт» логотип «Рекорд». В 1997 году завод признан банкротом, а в 2006 - ликвидирован.
Александровский завод — единственный в России, освоивший выпуск телевизоров с автоблокировкой рекламы (модели 37ТЦ-5173, 51ТЦ-5173 и 54ТЦ-5173).
Всего, за все годы, радиозаводом выпущено более 10 миллионов экземпляров бытовой и специальной радиотехнической аппаратуры.
Сейчас на территории бывшего Александровского радиозавода расположено машиностроительное предприятие ООО «Гравитон».

## Адрес
Почтовый индекс: 601600 Адрес: Владимирская обл., г. Александров, улица Ленина, строение 13.